# Першотравенский сельский совет (Магдалиновский район)
Першотравенский сельский совет (укр. Першотравенська сільська рада) — входит в состав
Магдалиновского района
Днепропетровской области
Украины.
Административный центр сельского совета находится в 
с. Першотравенка.

## Населённые пункты совета
- с. Першотравенка